# Асам
Аса̀м (на асамски:অসম, на бенгалски: আসাম) е щат в североизточна Индия. Известен е с асамския чай и асамската коприна.

## История
Първите следи от заселване в региона датират от каменната епоха. За първи път Асам е споменат в свитък от 4 век като част от империята Гупта.
Асам е нападан от Моголската империя 17 пъти, но не пада под нейна власт.
През 1826 г. Асам става част от Британската империя. След освобождаването на Индия от британска власт през 1947 г. Асам е обявен за щат.

## География
Асам е разположен в североизточна Индия, в подножието на Хималаите. През щата преминава река Брахмапутра. На север Асам граничи с Бутан и щата Аруначал Прадеш, на запад с Бангладеш и щата Мегхалая, на юг с щатите Трипура и Мизорам, а на изток с щатите Манипур и Нагаланд.
Климатът се характеризира с обилни валежи през лятото, по време на мусоните, и чести мъгли през зимата.
Щатът е предразположен към наводнения и силни земетресения.

## Култура

### Религия
61,5% от населението се състои от индуисти, 34,2% от мюсюлмани, 3,7% от християни, 0,2% от будисти. Останалата част от населението изповядва джайнизъм, сикхизъм, и др.

### Език
Официални езици в Асам са асамският, бенгалският и бодо.